# Samborzec (gemeente)
De gemeente Samborzec is een landgemeente in het Poolse woiwodschap Święty Krzyż, in powiat Sandomierski.
De zetel van de gemeente is in Samborzec.
Op 30 juni 2004 telde de gemeente 8987 inwoners.

## Oppervlakte gegevens
In 2002 bedroeg de totale oppervlakte van gemeente Samborzec 85,37 km², waarvan:
- agrarisch gebied: 88%
- bossen: 3%

De gemeente beslaat 12,63% van de totale oppervlakte van de powiat.

## Demografie
Stand op 30 juni 2004:
| Omschrijving                   | Totaal | Totaal | Vrouwen | Vrouwen | Mannen | Mannen |
| ------------------------------ | ------ | ------ | ------- | ------- | ------ | ------ |
| eenheid                        | aantal | %      | aantal  | %       | aantal | %      |
| inwoners                       | 8987   | 100    | 4539    | 50,5    | 4448   | 49,5   |
| bevolkingsdichtheid (inw./km²) | 105,3  | 105,3  | 53,2    | 53,2    | 52,1   | 52,1   |

In 2002 bedroeg het gemiddelde inkomen per inwoner 1201,87 zł.

## Plaatsen in de gemeente Samborzec
- Chobrzany
- Samborzec
- Andruszkowice

## Aangrenzende gemeenten
Klimontów, Koprzywnica, Obrazów, Sandomierz, Tarnobrzeg